# Eupithecia emanata
Eupithecia emanata là một loài bướm đêm trong họ Geometridae.